# A kötelék
A kötelék (eredeti cím: Kin) 2018-ban bemutatott amerikai sci-fi-bűnügyi film, melyet Jonathan és Josh Baker rendezett, Daniel Casey forgatókönyvével, amely a 2014-es Bag Man című rövidfilm alapján készült. A főszereplők Myles Truitt, Jack Reynor, Zoë Kravitz, Carrie Coon, Dennis Quaid, James Franco és Michael B. Jordan.
Az Amerikai Egyesült Államokban 2018. augusztus 31-én mutatták be, míg Magyarországon DVD-n jelent meg szinkronizálva 2020. január elején.
A film többnyire negatív értékeléseket kapott a kritikusoktól, valamint kereskedelmi szempontból nem teljesített jól. A Metacritic oldalán a film értékelése 35% a 100-ból, ami 20 véleményen alapul. A Rotten Tomatoeson a Kötelék 32%-os minősítést kapott, 88 értékelés alapján.
A történet középpontjában egy fiatal fiú áll, aki egy elhagyatott gyárban furcsa sugárfegyvert talál, ám később kénytelen lesz csatlakozni frissen szabadult bátyjához, aki miatt komoly bajba keveredik.

## Történet
A 14 éves Elijah Solinski Detroitban él szigorú örökbefogadó apjával, a megözvegyült Hallal. Miközben egy elhagyatott épületben rézvezetékek értékesítésére gyűjt holmit, Eli holttesteket fedez fel. Felvesz egy furcsa kinézetű fegyvert, de ahogy az aktiválódik, ledobja a földre és elmenekül. Aznap este, Eli újonnan szabadult bátyja, Jimmy (Hal biológiai fia) hazatér Hal szomorúságára. Eli álmodni kezd a fegyverről, és meg akarja szerezni. Ahogy elindul, hallja hogy Hal és Jimmy vitatkoznak egymással. Jimmy 60 000 dollár védelmi pénzzel tartozik Taylornak (James Franco), a helyi bűnvezérnek és kéri Halt, hogy segítsen neki ellopni a pénzt Hal munkáltatójától. Hal elutasítja Jimmy-t és elzavarja a háztól. Másnap este Hal rajtakapja Jimmyt és Taylort az irodájának széfjénél. Hal nem hajlandó elmenni, így Taylor lelövi és meghal. Jimmy megöli Taylor testvérét az ezt követő dulakodás során és elmenekül a pénzzel. Jimmy meggyőzi Elit arról, hogy Halnak benn kell maradnia a munkahelyén és találkoznak vele később a Tahoe-tónál. Eli titokban elcsomagolja a sugárfegyvert és pillanatokkal később elhagyják a házat, mielőtt Taylor és bandája megérkeznek, hogy szétverjék a házat. Taylor megígéri, hogy megöli Jimmyt, valamint Elit, hogy megbosszulja testvére halálát.
Mint testvérek, utazni kezdenek. Jimmy elviszi Elit egy sztriptíz klubba, ahol mindketten összebarátkoznak egy Milly nevű táncossal. Később amikor Jimmy részegen megpróbál táncolni Millyvel, a tulajdonos, Lee, kivezeti az embereivel, hogy megverjék, ám közben Eli rájuk szegezi a fegyverét. Megdöbbenten Eli reflexből lőni kezd, elpusztítva egy biliárd asztalt. A testvérek elmenekülnek, és Milly spontán módon csatlakozik hozzájuk. Két álarcos, páncélozott férfi észlelte a fegyver használatát, és követni kezdik őket motorral. Jimmy rájön, hogy a zsák pénzt a sztriptízklubban hagyta. Milly a testvéreket Lee kártyajátékához vezeti, ahol fegyverrel megszerzik tőle a pénzt. A trió kivesz egy szobát a Nevadai kaszinóban. Milly az utazás során elmondja Elinek a múltját; tizenévesen elhagyta az őt bántalmazó szüleit, és nem sikerült megteremteni velük a tartós személyes kapcsolatot. Hal gyilkosságáról országosan számolnak be a médiában, amit Eli észrevesz. A rendőrség gyanúsítottként azonosítja Elit és Jimmyt, majd letartóztatják őket. Milly a tömegből figyel, és Eli jelzi jóváhagyását, hogy hagyja el őket. Jimmy-t börtönbe zárják, Eli pedig dühös rá.
Taylor és bandája elárasztja a megyei rendőrséget, és megölik a rendőrtiszteket. Kivégzés előtt egy sebesült tiszt segít Elinek a fegyver hollétéről. Eli megöli Taylor embereinek nagy részét, megmentve Jimmyt. Amint Eli és Jimmy felkészülnek arra, hogy az FBI lecsap rájuk, Taylor megjelenik és lőni kezd Jimmyre. A két páncélos üldöző megérkezik, és mindenki számára megfagyasztja az időt, kivéve Elit és magukat. A személyek felfedik, hogy ők valójában egy idegen világból származó férfi és egy nő. A férfi elmagyarázza, hogy Eli valójában az ő világukból származik, ahol jelenleg háború folyik. Eli a biztonsága érdekében el volt rejtve ezen a világon, amíg elég idős lesz ahhoz, hogy segítsen, visszajönnek érte. A férfi azt mondja Elinek, hogy maradjon a testvére mellett, ekkor Elit is saját testvérének hívja. A nő átirányítja Taylor golyóját a feje felé, majd mindketten elmennek a fegyverrel. Az idő folytatódni kezd, és Taylort a saját golyója öli meg. A testvéreket őrizetbe veszik. Morgan Hunter ügynök azt mondja Elinek, hogy Jimmy börtönbe kerül, de talán nem sokáig, ha együttműködő. Hallgatólag elfogadja, Jimmyt pedig elviszi a rendőrség. Végezetül Milly megérkezik és hozzámegy Elihez.

## Szereplők
| Szereplő                                                                  | Színész           | Magyar hang     |
| ------------------------------------------------------------------------- | ----------------- | --------------- |
| Elijah Solinski: Jimmy örökbefogadott testvére és Hal örökbefogadott fia. | Myles Truitt      | Nagy Gereben    |
| Jimmy Solinski: Eli testvére, Hal fia és egy volt rab.                    | Jack Reynor       | Gacsal Ádám     |
| Milly: Sztriptíztáncosnő, aki kiutat keres a helyről.                     | Zoë Kravitz       | Gáspár Kata     |
| Morgan Hunter: FBI-ügynök.                                                | Carrie Coon       | Németh Kriszta  |
| Hal Solinski: Jimmy és Eli apja.                                          | Dennis Quaid      | Sörös Sándor    |
| Taylor Balik: Bűnvezér.                                                   | James Franco      | Dányi Krisztián |
| Eltakarító                                                                | Michael B. Jordan | Ember Márk      |
| Audrey                                                                    | Carleigh Beverly  | Sánta Annamária |

További magyar hangok: Mészáros András, Turi Bálint, Törköly Levente, Tarján Péter, Pánics Lilla, Hám Bertalan, Sörös Miklós, Bartók László, Gardi Tamás, Szrna Krisztián, Szabó Andor, Orosz Gergely, Bálint Adrienn, Rádai Boglárka, Galiotti Barbara, Vámos Mónika, Németh Attila István.

## Háttér és forgatás
2016. augusztus 30-án bejelentették, hogy Myles Truitt, Jack Reynor, James Franco, Zoë Kravitz és Dennis Quaid szerepelni fognak a játékfilmben.
2016 szeptemberében a Lionsgate körülbelül 30 millió dollárért megvásárolta a Kötelék  jogát a torontói filmfesztiválon. A forgatás 2016. október 24-én kezdődött Torontóban.